# Olena Chlopotnowa
Olena Chlopotnowa (ukrainisch Олена Хлопотнова, engl. Transkription Olena Khlopotnova, auch russisch Елена Хлопотнова – Jelena Chlopotnowa – Yelena Khlopotnova, geb. Stezura – Stetsura, in erster Ehe Kokonowa – Kokonova; * 4. August 1963) ist eine ehemalige ukrainische Weitspringerin.
Für die Sowjetunion startend, gewann sie bei den Leichtathletik-Halleneuropameisterschaften 1986 in Madrid Bronze, bei den Halleneuropameisterschaften 1990 in Glasgow Silber und bei der Universiade 1991 Bronze. Nach dem Zerfall der Sowjetunion startete sie für die Ukraine.
Einem vierten Platz bei den Leichtathletik-Weltmeisterschaften 1993 in Stuttgart folgte ein elfter bei den Weltmeisterschaften 1995 in Göteborg und ein achter bei den Leichtathletik-Hallenweltmeisterschaften 1997 in Paris.
1984 und 1985 wurde sie im Freien, 1986 und 1990 in der Halle Sowjetische Meisterin. 1992, 1995 und 1998 folgten ukrainische Meistertitel.

## Persönliche Bestleistungen
- Weitsprung: 7,31 m, 12. September 1985, Alma Ata
  - Halle: 7,17 m, 16. Februar 1985, Chișinău